# Санто-Стефано-ди-Сессанио
Санто-Стефано-ди-Сессанио (итал. Santo Stefano di Sessanio) — коммуна в Италии, расположена в регионе Абруццо, подчиняется административному центру Л’Акуила в регионе Абруццо на юге Италии .
Население составляет 115 человек, из них 41 человек старше 65 лет и только 13 жителей моложе 20 лет (на 2020 г.). Занимает площадь 33,14 км². Почтовый индекс — 67020. Телефонный код — 0862.
Покровителем коммуны почитается святой первомученик Стефан, празднование 3 августа.

## История
«Сессанио» или «Секстантия», как его называли в римские времена, является покровителем деревни. Многие постройки в деревне датируются 11-15 веками. В 12 веке Санто-Стефано входил в состав баронажа Карапель, в который входили Кастель-дель-Монте, Калашо, Капестрано, Карапель, Кастельвеккьо, Офена и вилла Сан-Лючия. Все еще стоящий деревенский портал и теперь разрушенная круглая башня (самая известная архитектурная достопримечательность города) были построены Медичи. Вход Портал, ведущий на главную площадь деревни, украшен гербом Медичи. Среди других исторических сооружений - церковь Санта-Мария-ин-Руво, Casa Fortezza, церковь Санто-Стефано, руины Палаццо Анелли, церковь Санта-Мария-делле-Грацие и монастырь Санта-Мария-дель-Монте.

## Достопримечательности
- Средневековая башня
- Дворец Медичи
- Церковь Санто Стефано
- Замок Рокка Калашо
- Парк Кампо Императоре

## Льготы для переселенцев
Власти коммуны предлагают гранты за переезд для того чтобы у них поселилось больше молодёжи.
Проект предусматривает предоставление ежемесячного гранта на три года до максимальной суммы 8000,00 евро/год, предоставление дома за символическую арендную плату и грант до максимальной суммы 20000,00 евро, единовременно на начало бизнеса. Новые резиденты должны обязательно открыть бизнес и прожить в коммуне не менее пяти лет. Заявки местные власти принимают до 15 ноября 2020 года.